# Malmøya

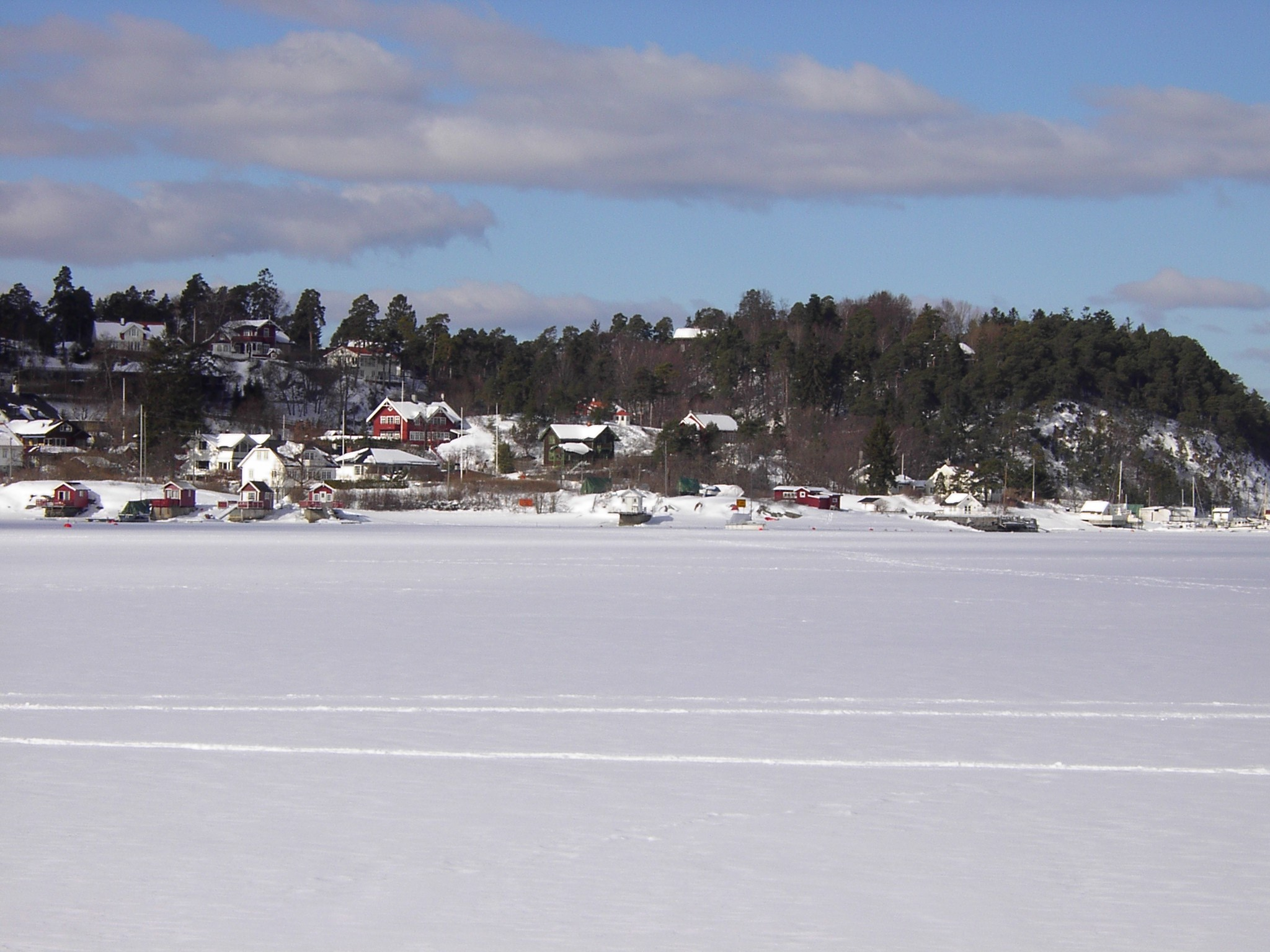
Malmøya på vintern.

Malmøya är en cirka 55 hektar stor ö, belägen ungefär 3 kilometer utanför Norges huvudstad Oslo, i bunnefjorden, som är en del av oslofjorden. Den är mest känd för sina stora mängder fossil från Paleozoikum-silur-perioden och sina ovanliga blommor.